# Obžera (rybník)
Obžera je chovný rybník o rozloze 9,03 ha v Rožmitále pod Třemšínem poblíž obce Věšín v okrese Příbram. Je v majetku Arcibiskupství pražského.

## Popis
Rybník se nachází na severozápadní hraně katastru Rožmitálu pod Třemšínem. Rozkládá na 9,03 ha plochy. Ústí do něj Bukovský potok a protéká jím řeka Vlčava, která dále ústí do Farského rybníka. Rybník se nachází dále od městské zástavby v zemědělské krajině. Pouze na severovýchodní hrázi se nachází čtyři objekty zástavby, které jsou pozůstatkem po dřívější průmyslové výrobě, nyní užívané k rekreaci.

## Historie
Rybník byl vybudován kolem roku 1701, pro potřeby vysoké pece, kterou nechal vystavět arcibiskup Khünburg. Fungovala do roku 1815, kdy byla částečně rozbořena a přestavěna na cánový hamr na výrobu tyčoviny pro hřebíky (cvočky). Na počátku 20. století do 2. světové války na hrázi rybníka fungovala šindelka na výrobu šindelové střešní krytiny, kterou patentoval rožmitálský lesník Karel Daniel Gangloff. V dobách největší prosperity se zde vyrábělo milion kusů šindele ročně.
V roce 1962 bylo při odtoku rybníka vybudováno pětidílné stavidlo a splav.